# S brána
V teorii strun je S-brána hypotetický a kontroverzní protějšek D-brán, který je na rozdíl od D-brány lokalizován v čase. Zkratka „S“ může být, v závislosti na kontextu, chápána jako prostorupodobná, Stromingerova nebo Senova. S-brány byly původně navrženy Andrewem Stromingerem v jeho spekulativní práci s Michaelem Gutperlem, a další verze S-bran byla studována Ašóke Senem. Předpokládali objekty prodloužené v prostorupodobném směru, které mají pouze jeden bod v čase, ale jinak jsou obdobou P-brán.